# Voșlăbeni
Voșlăbeni (in ungherese Vasláb) è un comune della Romania di 1 978 abitanti, ubicato nel distretto di Harghita, nella regione storica della Transilvania.
Il comune è formato dall'unione di 2 villaggi: Izvoru Mureșului e Voșlăbeni.
La maggioranza della popolazione è di etnia romena, ma consistente è la popolazione Székely, quasi il 40% del totale.